# Circus Polka

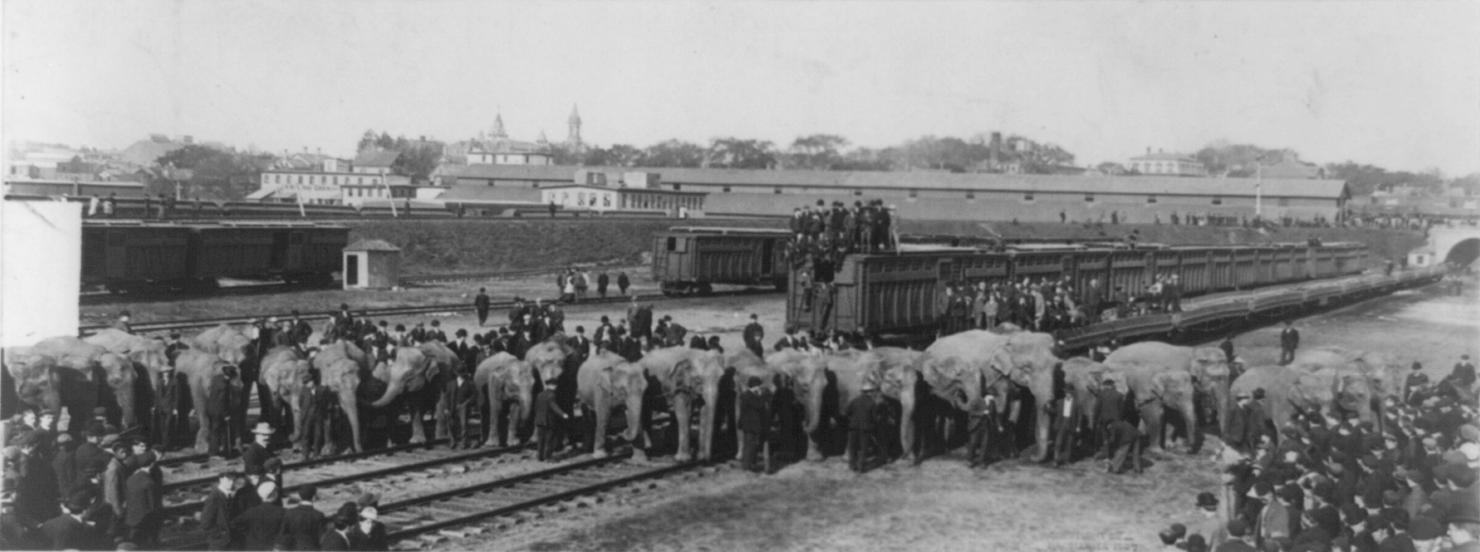
Olifanten van het Ringling Brothers Circus (1907)

Circus Polka 'voor een Jonge Olifant' (W74) is een compositie van Igor Stravinsky, gecomponeerd in 1942 voor het Barnum and Bailey Circus. Het werk werd voor het eerst uitgevoerd tijdens een ballet van olifanten in 1942. Er bestaat een versie voor blaasinstrumenten, in een arrangement van David Raksin en de orkestratie van Stravinsky zelf. De opdracht voor het werk liep via George Balanchine.
Als contrasubject gebruikte Stravinsky voor het werk een citaat uit de Marche Militaire van Franz Schubert.
De compositie is in totaal 425 keer gebruikt voor het olifantenballet, maar het is later ook gebruikt voor een choreografie voor menselijke dansers.

## Oeuvre
Zie het Oeuvre van Igor Stravinsky voor een volledig overzicht van het werk van Stravinsky.

## Geselecteerde discografie
- 'Circus Polka' door het Columbia Symphony Orchestra o.l.v. Igor Stravinsky ('Igor Stravinsky Edition' op het deel 'Miniature Masterpieces', Sony Classical SMK 46296)
- 'Circus Polka' op Stravinsky in America, London Symphony Orchestra o.l.v. Michael Tilson Thomas (RCA Victor Red Seal, 09026 68865 2)